# Języki biu-mandara
Języki biu-mandara – gałąź afroazjatyckiej rodziny języków czadyjskich. Zalicza się do niej szacunkowo 79 języków, używanych w Nigerii, Czadzie i Kamerunie. Według klasyfikacji Paula Newmana z 1990 r. języki biu-mandara dzielą się na dwie podgałęzie:
- języki biu-mandara A
- języki biu-mandara B

oraz izolowany język gidar (Paul Newman klasyfikuje go jako jedyny język podgałęzi biu-mandara C).